# Jean-Pierre Pinson
Jean-Pierre Pinson, né le 12 décembre 1943, à Orléans, en France (naturalisé Canadien), est un musicologue, animateur de radio, flûtiste et professeur.
Durant la majeure partie de sa carrière, il enseigne en tant que professeur titulaire à l'Université Laval. Il anime et participe à de nombreux concerts de musique ancienne en France et surtout au Québec. Jean-Pierre Pinson s'implique aussi dans plusieurs projets radiophoniques, donne des classes de maître et participe à l'écriture de plusieurs publications musicales sur le sujet de la pratique instrumentale de la musique ancienne.

## Biographie

### Études
En 1967, Jean-Pierre Pinson obtient une licence de lettres modernes et un certificat en musicologie à l'Université des Poitiers, en France. Il obtient ce diplôme sous la direction de Solange Corbin (musicologue française connue pour ses recherches en musique ancienne et pour avoir fondé la classe de musicologie à l'Université de Poitiers). Un an plus tard, en 1968, Jean-Pierre Pinson immigre au Canada, et poursuit ses études en musicologie à l'Université de Montréal, où il complète une maîtrise en 1977. C'est à cette même université qu'il terminera sa thèse de doctorat en musicologie, en 1981, sur les liens entre la musique et la rhétorique dans la musique française à l'époque baroque.

### Carrière

#### Enseignant
Il commence sa carrière d'enseignant en donnant des cours de flûtes à bec et d'histoire de la musique ancienne  dans certains cégeps et universités tel que l'Université de Montréal, l'UQAM (Université du Québec à Montréal), l'Université de Poitiers (France) et l'Université McGill. C'est en 1986 qu'il obtient un poste de professeur de musicologie à l'Université Laval. Il y enseigne des cours d'histoire de la musique et de musicologie. Il occupe ce poste jusqu'à sa retraite en 2008.

#### Musicologue
Jean-Pierre Pinson se spécialise, durant ses études, dans l'histoire de la musique ancienne. Pendant plus de 10 ans, il mène des recherches diverses notamment sur le plain-chant en Nouvelle France et sur la musique baroque. Ses recherches, subventionnées par la CRSH, lui permettent de coécrire avec Élisabeth Gallat-Morin son premier ouvrage en 2003: La vie musicale en Nouvelle-France. Il y présente les différents chants dans certaines communautés religieuses du Québec, tels que le plain-chant, le faux-bourdon et la polyphonie. C'est en 2009 qu'il publiera son deuxième livre, coécrit avec Marie-Thérèse Lefebvre, Chronologie musicale du Québec. Cet ouvrage couvre l'histoire générale de la musique au Québec en la séparant en quatre périodes distinctes. Parallèlement à ses livres, il publie des textes dans plusieurs journaux et revues musicales comme le Journal de musique ancienne et Les Cahiers de l'ARMuQ.

#### À la radio
C'est en 1977 que Jean-Pierre Pinson fait son entrée dans le milieu de la radio en décrochant un poste comme recherchiste pour l'émission Les goûts réunis, émission qui était animée par Jean Perreault. Un peu plus tard, il anime cette même émission et d'autres comme : Musique en fête et Les grands concerts. Il anime maintenant une émission à Radio Ville-Marie : Couleur et mélodies.

## Publications (sélection)
- 1998: Article « Le chantre et la société paroissiale du Québec au XIXe siècle : la musique du lutrin et son temps »[10].
- 2003 : Livre La vie musicale en Nouvelle-France (coécrit avec Élisabeth Gallat-Morin)[11].
- 2006 : Article « Plain-Chant » pour L'Encyclopédie canadienne (coécrit avec Robert Hunter Bell)[12].
- 2005 : Chapitre « Il trapiento della musica europea nella Nuova Francia e i suoi sviluppi » (coécrit avec Élizabeth Gallat-Morin)[13].
- 2006 : Chapitre « L’implantation de la musique française en Nouvelle-France aux XVIIe et XVIIIe siècles » (coécrit avec Élizabeth Gallat-Morin)[14].
- 2007 : Article « Musique religieuse catholique romaine au Québec » pour L'Encyclopédie canadienne (coécrit avec Marie-Claire Bouchard)[15].
- 2007 : Chapitre « Les restaurations du chant grégorien à travers l’histoire »[16].
- 2009 : Livre Chronologie musicale du Québec (coécrit avec Marie-Thérèse Lefebvre avec la collaboration de Mireille Barrière, Paul Cadrin, Élizabeth Gallat-Morin, Bertrand Guay et Micheline Vézina)[17].
- 2009 : Article « La recherche-création dans le milieu universitaire : le cas des interprètes et de l’interprétation »[18].
- 2016 : Chapitre « La musique religieuse dans Le Devoir, 1919-1944. Le paradoxe de Frédéric Pelletier »[19].

## Émissions de radio
- Les goûts réunis (diffusée à CBF-FM)
- Musique en fête
- Les grands concerts
- Musique Classique (diffusée à la radio Ville-Marie)
- Couleur et mélodies (diffusée à la radio Ville-Marie)